# Joel Barbosa
 Joel Barbosa  (n. 15 de enero de 1983 en Córdoba, Argentina)  futbolista argentino, y el último club en el que jugó fue el Club Atlético Atlanta de Argentina. Actualmente se encuentra retirado profesionalmente y jugando en la categoría Senior del Club atlético Boca Juniors.

## Trayectoria
Joel hizo las inferiores en Boca Juniors debutó oficialmente en el año 2001 el 17 de marzo en el clausura, en Boca Juniors donde jugó 40 partidos marcando 1 gol, fue un jugador alternativo y suplente de los defensores Rolando Schiavi y Nicolás Burdisso, integró el plantel desde al año 2000 a 2004. Jugador Rápido seguro y técnico con buen anticipo. Multicampeon con Boca Juniors, luego pasó a Almagro donde en ese entonces jugaba en la Primera división. También pasó por Talleres de Córdoba, Nueva Chicago, Sarmiento de Junín, Central Norte de Salta y Brown de Adrogué. Su último club fue Club Atlético Atlanta de Villa Crespo, Buenos Aires.

## Clubes
| Club                | País      | Año       | PJ  | G  |
| ------------------- | --------- | --------- | --- | -- |
| Boca Juniors        | Argentina | 2001-2004 | 40  | 1  |
| Almagro             | Argentina | 2004-2005 | 39  | 1  |
| Talleres de Córdoba | Argentina | 2005-2007 | 43  | 3  |
| Nueva Chicago       | Argentina | 2007-2009 | 48  | 3  |
| Sarmiento de Junín  | Argentina | 2009-2011 | 69  | 5  |
| Central Norte       | Argentina | 2011-2012 | 35  | 1  |
| Brown de Adrogué    | Argentina | 2012-2018 | 167 | 7  |
| Atlanta             | Argentina | 2018-2019 | 4   | 0  |
| Total               | Total     | Total     | 346 | 20 |